# إيرل بيلينغز
إيرل بيلينغز (بالإنجليزية: Earl Billings)‏ مواليد 4 يوليو 1945 في كليفلاند، هو ممثل أمريكي بدأ مسيرته الفنية سنة 1976.

## الأعمال
- كولد كيس
- دم حقيقي
- كيف قابلت أمكما
- شكرا لك على التدخين
- دون أثر
- ذا كينغ أوف كوينز
- إي آر
- أنتون فيشر
- الغارديان
- آل باركر

## روابط خارجية
- إيرل بيلينغز على موقع IMDb (الإنجليزية)
- إيرل بيلينغز على موقع ألو سيني (الفرنسية)
- إيرل بيلينغز على موقع أول موفي (الإنجليزية)
- إيرل بيلينغز على موقع قاعدة بيانات الأفلام السويدية (السويدية)
- إيرل بيلينغز على موقع قاعدة بيانات الفيلم (الإنجليزية)
- إيرل بيلينغز على موقع كينوبويسك (الروسية)